# Церковь Святого Иоанна (Лейпциг)
Церковь Святого Иоанна (нем. Johanniskirche) — более не существующая посвящённая Иоанну Крестителю приходская церковь, располагавшаяся на восточной границе немецкого города Лейпциг в федеральной земле Саксония. Основанная около 1300 года в качестве часовни городского госпиталя св. Иоанна, она была серьёзно повреждена при авианалёте в 1943 году; руина основного здания церкви была снесена в 1949 году, колокольная башня — в 1963 году.

## История
Первое церковное сооружение на этом месте — небольшая часовня — было построено, вероятно, вскоре после 1278 года, когда несколько больных лепрой выкупили к востоку от городских стен несколько участков с целью основания своего рода автономного сообщества больных, из которого к середине XIV столетия возник городской госпиталь св. Иоанна, принимавший позднее также и больных сифилисом. В 1305 году — в связи с покупкой дополнительных земельных участков — лейпцигские больные лепрой обозначены в документах уже как лат. leprosi seu infirmi conventus ecclesiae sancti Johannis, то есть как «сообщество больных при церкви св. Иоанна», что является первым письменным подтверждением существования храма.
Как и прочие средневековые храмы, церковь св. Иоанна имела несколько боковых приделов и алтарей; их патроны, однако, неизвестны. Один из достоверно известных боковых приделов церкви был посвящён св. Лаврентию. В административном плане церковь св. Иоанна относилась к приходу городской церкви св. Николая. Интересно, что со временем церковь св. Иоанна стала всё более часто использоваться обычными жителями Лейпцига и прилегающих деревень, так что для больных — чтобы соблюсти завет разделения больных и здоровых — в 1536 году пришлось возвести новую часовню.
В том же 1536 году по указанию герцога Георга и, вероятно, из санитарных соображений кладбище церкви св. Иоанна было определено городским советом как главное место захоронения горожан.
В ходе Шмалькальденской войны территория госпиталя и церкви св. Иоанна использовались в 1547 году осаждающими город силами протестантского Шмалькальденского союза; как следствие, они оказались почти полностью разрушены. В 1582—1584 годах церковь была выстроена заново в простом позднеготическом стиле.
Очередные разрушения принесла Тридцатилетняя война, в ходе которой Лейпциг пять раз находился в состоянии осады, а все окружающие строения были по возможности намеренно повреждены, либо снесены. В 1670—1680 годах последовали восстановительные работы; также заново был возведён госпиталь св. Иоанна, принимавший отныне на попечение и городских сирот.
В 1744 году церковь получила новый орган, настройку и проверку которого осуществил Иоганн Себастьян Бах (прах композитора был захоронен на церковном кладбище 31 июля 1750 года). В 1746—1749 годах с западной стороны церкви была пристроена изящная колокольная башня в барочном стиле.
В многодневном сражении в 1813 году, известном как Битва народов, церковь и госпиталь св. Иоанна использовались к качестве временного лазарета французской армии, и были повреждены при штурме города.
В связи со стремительным ростом Лейпцига в 1850 году часть некогда окружавшего церковь кладбища была секуляризована и преобразована в городскую площадь св. Иоанна (нем. Johannisplatz), на которой в 1883 году был установлен Памятник Реформации работы Иоганна Шиллинга (отправлен на переплавку в 1943 году).
В 1891 году церковь св. Иоанна получила статус приходской, что потребовало полного обновления церковного здания. Для этих целей старый церковный неф был по планам Хуго Лихта заменён новым в необарочном стиле, цитировавшем оставленную башню XVIII века. При строительных работах была заново обнаружена к тому времени считавшаяся утерянной могила И. С. Баха, останки которого — после идентификации Вильгельмом Хисом — вместе с прахом Геллерта были перезахоронены в специально изготовленных мраморных саркофагах в склепе под алтарём церкви.
4 декабря 1943 года в результате массированной бомбардировки Лейпцига британской авиацией, серьёзным разрушениям подверглась и церковь св. Иоанна: здание полностью выгорело, а от нефа церкви уцелели лишь внешние стены. В феврале 1949 года согласно решению городского правительства последовал снос церковного нефа и стабилизация повреждённой колокольной башни. Останки Баха были при этом торжественно перенесены в церковь св. Фомы, останки Геллерта — переданы университетской церкви (в 1968 году в связи со сносом университетской церкви перезахоронены на Южном кладбище), уцелевшая резная кафедра пополнила коллекцию Музея истории города.
Отреставрированная в 1956 году башня церкви должна была стать центром нового оформления площади св. Иоанна, однако 9 мая 1963 года она, несмотря на протесты горожан, была взорвана по решению городского совета депутатов.
Основанная в 2003 году гражданская инициатива нем. Johanniskirchturm e. V. стремится на частные средства восстановить башню церкви, желая тем самым напомнить об одном из старейших храмов Лейпцига.

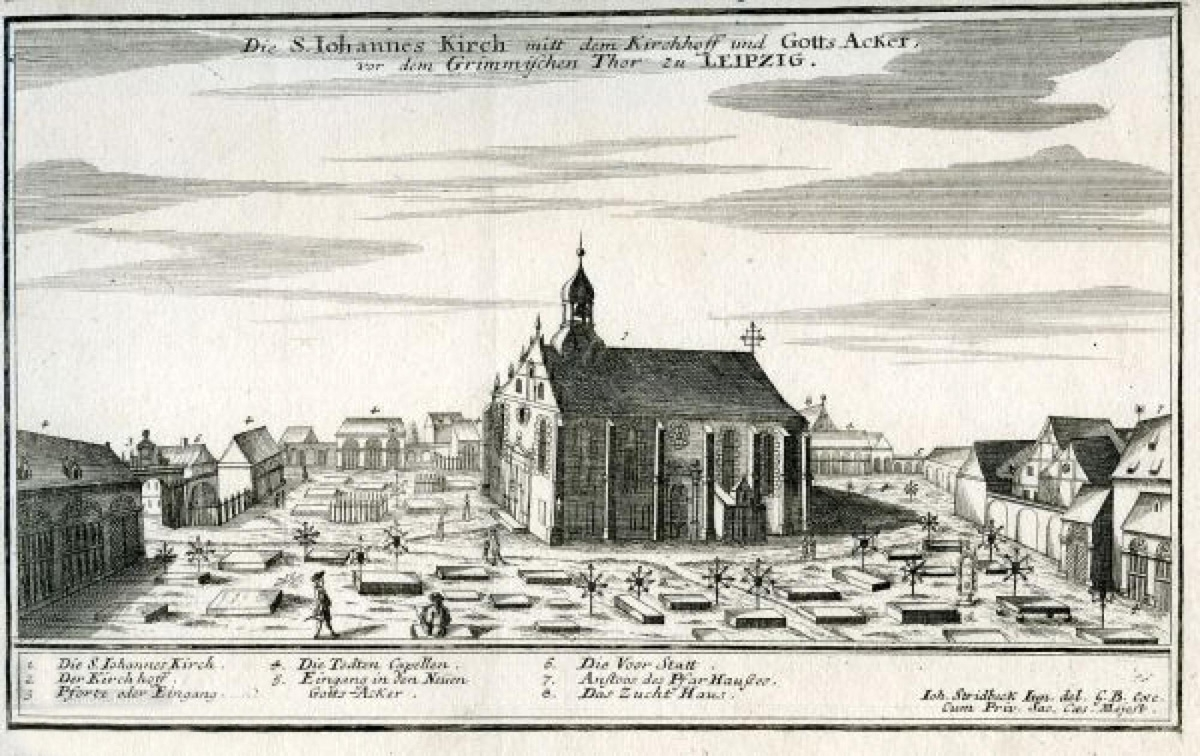
Церковь св. Иоанна около 1700 года
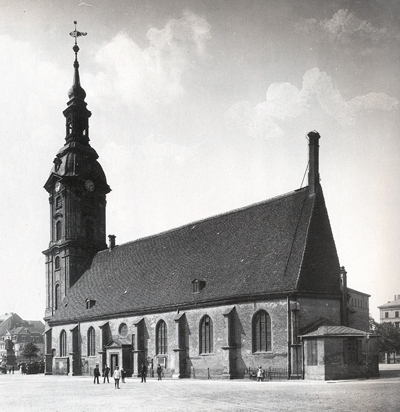
Церковь в 1887 году
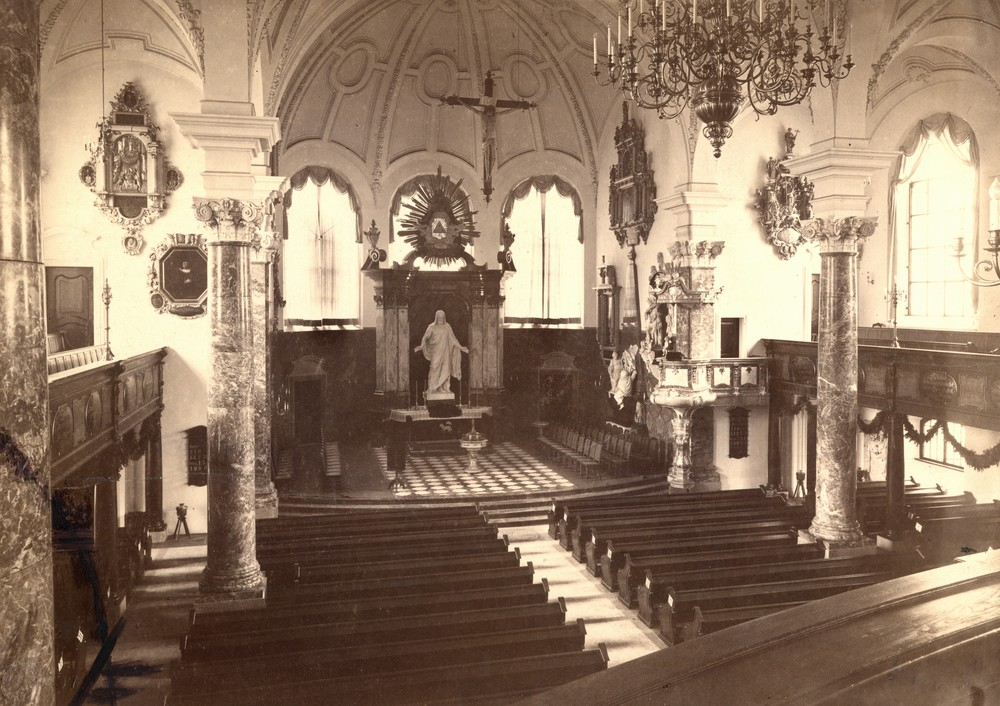
Деталь внутреннего убранства
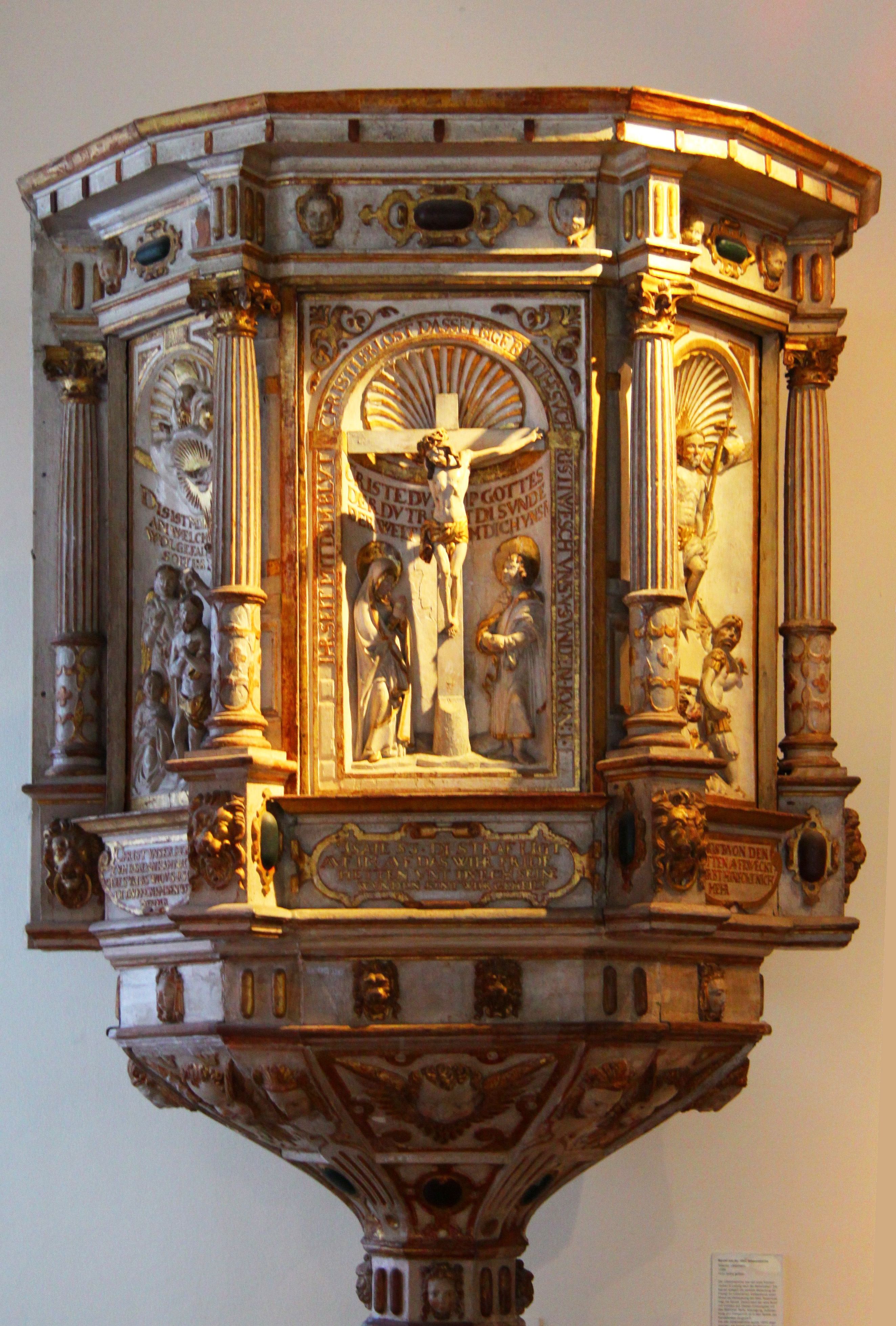
Церковная кафедра в Музее городской истории
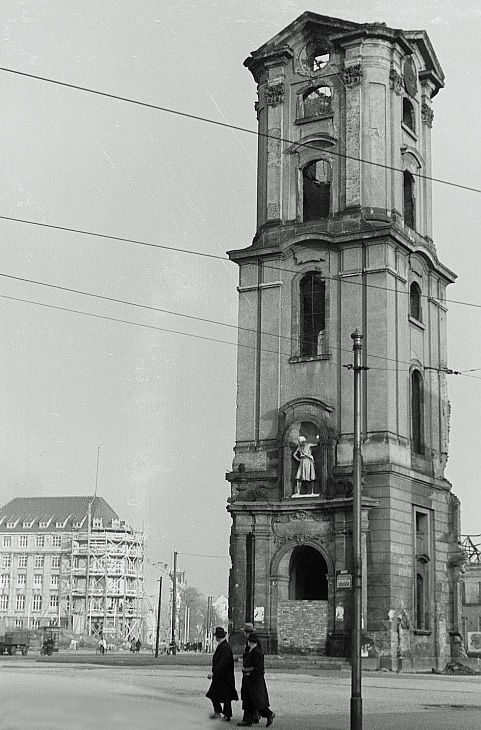
Повреждённая колокольня в 1951 году
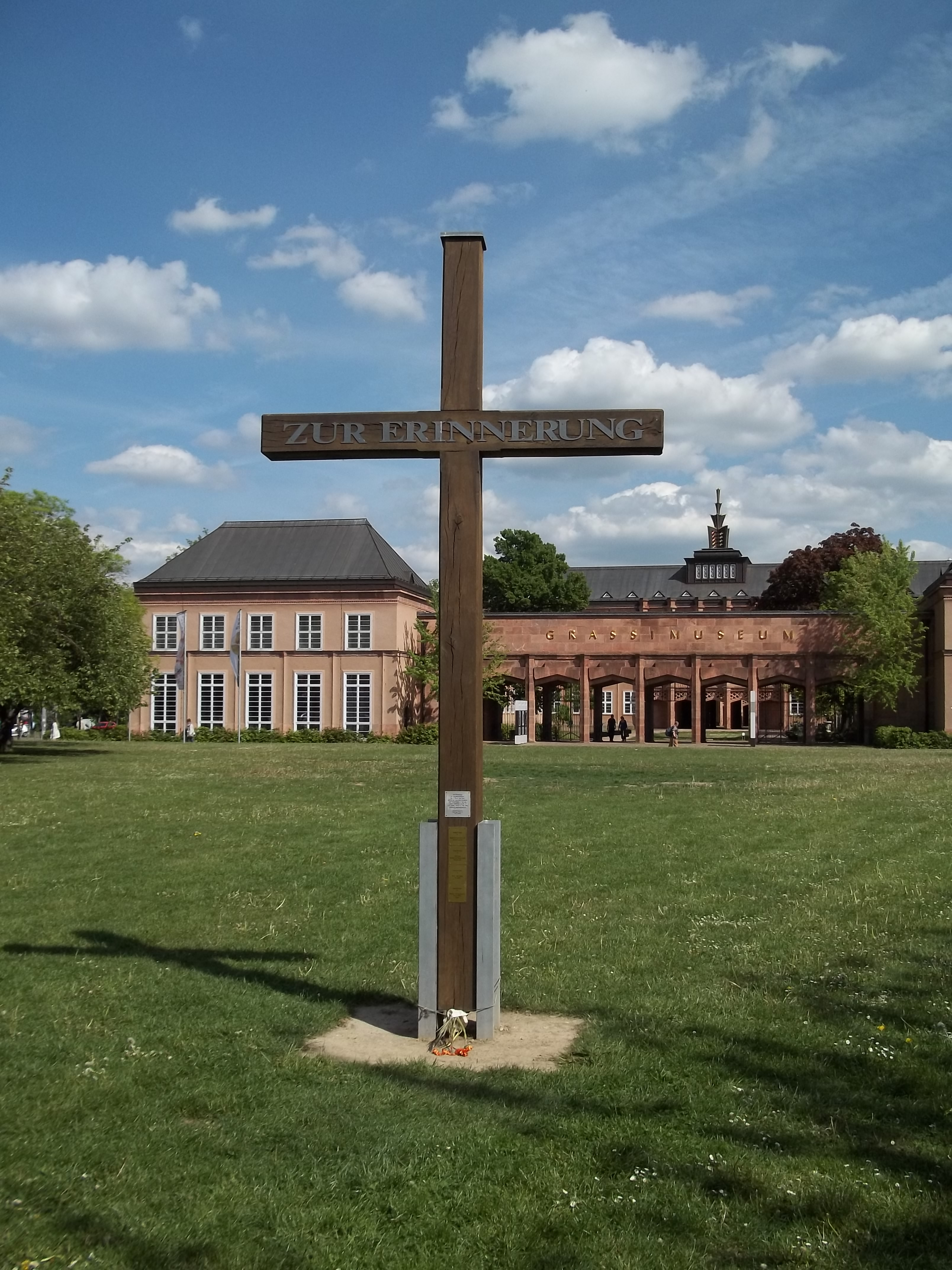
Памятный крест на месте утраченной церкви